# Domenico Cossetti
Domenico Baldassarre Cossetti, detto Domenico (Colorno, 6 gennaio 1752 – Parma, 4 maggio 1802), è stato un architetto e incisore italiano.

## Biografia

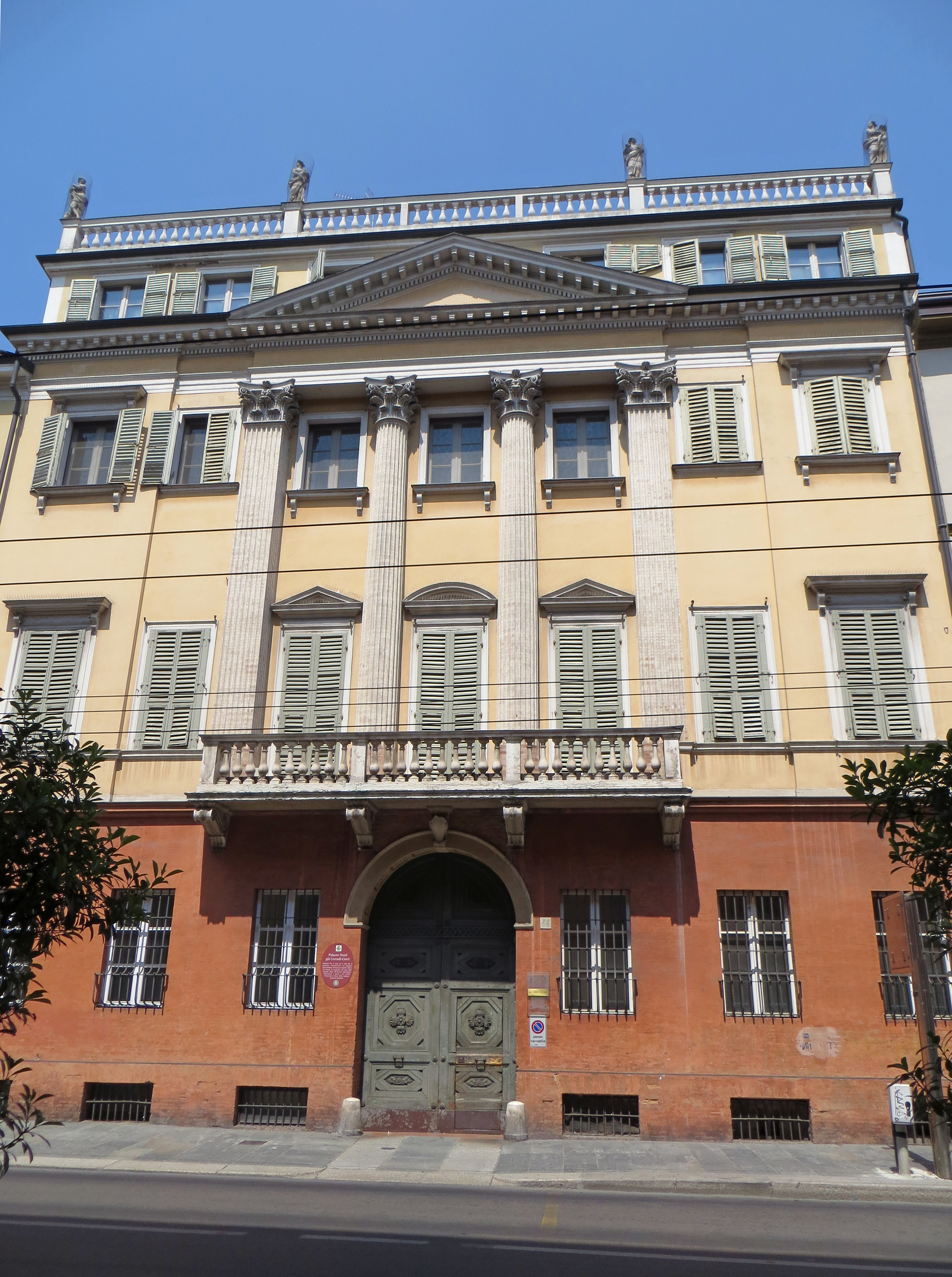
Palazzo Corradi Cervi in strada della Repubblica 44 a Parma, progettato da Domenico Cossetti nel 1794.

Domenico Cossetti nacque a Colorno il 6 gennaio 1752.
Fu allievo di Ennemond Alexandre Petitot all'accademia di belle arti di Parma.
Nel 1772 partecipò al concorso annuale di architettura organizzato dall'accademia e, grazie al suo progetto di un edificio destinato a bagni pubblici, si aggiudicò il primo premio.
Nel 1779 si trasferì a Parigi e vi rimase per due anni prima di rientrare a Parma, mantenendosi attraverso l'attività di incisore di opere d'architettura.
Verso il 1787 collaborò con Angelo Rasori alla progettazione dell'ampio Palazzo Sanvitale.
Nel 1789, senza successo, partecipò al bando per la progettazione del Gran Teatro La Fenice di Venezia. Gli è invece attribuita da alcuni studiosi la paternità del disegno della nuova facciata della cappella ducale di San Liborio di Colorno, realizzata tra il 1789 e il 1792 in occasione dei lavori di ribaltamento dell'orientamento dell'edificio.
Nel 1794 progettò per il marchese Gian Francesco Corradi Cervi il palazzo nobiliare affacciato sulla strada Maestra di San Michele; l'edificio neoclassico fu completato tre anni dopo.
Eseguì inoltre numerosi disegni di architetture, tra cui il progetto della facciata della chiesa di San Sepolcro, che tuttavia rimasero irrealizzati.
Nel 1802 ottenne l'incarico di professore di architettura all'accademia di belle arti. Tuttavia, pochissimo tempo dopo morì a Parma, il 4 maggio dello stesso anno. Anche il figlio Ferdinando, nato nel 1778, intraprese l'attività di architetto, ma scomparve già nel 1805.

## Opere
- (IT, FR) Domenico Baldassarre Cossetti, Aequatio. Egualità. Nuovo meccanismo idrostatico applicabile a far agire qualunque sorta di mulini e per macinio e per fabbriche., Parma, Dalla Stamperia Reale, 1798.

### Esplicative
1. ↑  Dal secondo dopoguerra ribattezzata strada della Repubblica.

### Bibliografiche
1. 1 2 3 4 5   Cossetti Domenico Baldassarre, su parmaelasuastoria.it. URL consultato il 1º marzo 2025 (archiviato dall'url originale il 9 dicembre 2024).
2. 1 2 3 4 5 6  Enciclopedia di Parma 1999, p. 270.
3. 1 2 3 4 5 6 7 8  Storia di Parma 2020, p. 401.
4. ↑   Il Palazzo Sanvitale - Presentazione, su fondazionemonteparma.it. URL consultato il 1º marzo 2025 (archiviato dall'url originale il 10 marzo 2016).
5. ↑   Cossetti Ferdinando, su parmaelasuastoria.it. URL consultato il 1º marzo 2025 (archiviato dall'url originale il 9 dicembre 2024).